# Jake Fraley
Jake Arnold Fraley (Frederick, Maryland, 25 de mayo de 1995), más conocido como Jake Fraley, es un jugador profesional estadounidense de béisbol que se desempeña en la posición de jardinero derecho en Cincinnati Reds, equipo de las Grandes Ligas de Béisbol (MLB).

## Carrera
Fraley hizo su debut en la MLB con el equipo Seattle Mariners, en el cual jugó tres temporadas (2019-2021), después pasó a Cincinnati Reds, donde lleva jugando tres temporadas.